# الورتا (کالیفرنیا)
الورتا (به انگلیسی: Elverta) یک منطقهٔ مسکونی در ایالات متحده آمریکا است که در شهرستان ساکرامنتو، کالیفرنیا واقع شده‌است. الورتا ۲۲٫۹۰۰ کیلومتر مربع مساحت و ۵٬۴۹۲ نفر جمعیت دارد و ۱۶ متر بالاتر از سطح دریا واقع شده‌است.